# Mercy Ntia-Obong
Mercy Ntia-Obong, née le 4 octobre 1997, est une athlète nigériane.

## Carrière
Elle est médaillée d'or du relais 4 × 100 mètres aux Jeux africains de 2019.

## Palmarès
| Date | Compétition                   | Lieu     | Résultat | Épreuve   | Temps   |
| ---- | ----------------------------- | -------- | -------- | --------- | ------- |
| 2014 | Jeux africains de la jeunesse | Gaborone | 1re      | 100 m     | 12 s 00 |
| 2016 | Championnats du monde juniors | Kazan    | 8e       | 100 m     | 11 s 79 |
| 2018 | Championnats d'Afrique        | Asaba    | 5e       | 100 m     | 11 s 69 |
| 2019 | Jeux africains                | Rabat    | 1re      | 4 x 100 m | 44 s 16 |